# مديرية الصعيد

تعديل مصدري - تعديل

مديرية الصعيد هي إحدى مديريات محافظة شبوة في اليمن. بلغ عدد سكانها 35034 نسمة عام 2004.